# Virgil Snyder
Virgil Snyder (* 9. November 1869 in Dixon (Iowa); † 4. Januar 1950 in Ithaca (New York)) war ein US-amerikanischer Mathematiker.

## Leben
Snyder stammte väterlicherseits von ursprünglich deutschen Einwanderern (mit Namen Schneider) ab, sein Vater war Farmer in Iowa. Von 1886 bis 1889 studierte er am Iowa State College und danach an der Cornell University. 1892 ging er zu Felix Klein nach Göttingen, bei dem er 1894 promoviert wurde (Über die linearen Komplexe der Lie'schen Kugelgeometrie). Bei der Rückkehr 1895 wurde er Instructor an der Cornell University, an der er 1910 eine volle Professur erhielt und 1938 emeritiert wurde.
1942/43 war er Gastprofessor an der Brown University und 1943/44 am Rollins College in Winter Park in Florida.
Er befasste sich mit Algebraischer Geometrie (Regelflächen, Cremona-Transformationen u. a.).
1927 bis 1928 war er Präsident der American Mathematical Society und gab 1903 bis 1921 deren Bulletin heraus. 1919 wurde er Mitglied der American Academy of Arts and Sciences. 1922 wurde er Ehrendoktor in Padua. Snyder war Mitglied des Circolo Matematico di Palermo und der Deutschen Mathematiker-Vereinigung. Er war US-Delegierter bei den Internationalen Mathematikerkongressen in Bologna 1928 und in Oslo 1936.
Er betreute 38 Doktoranden zu denen Fay Farnum, Anna Lavinia Van Benschoten, Anna Helen Tappan, und der MIT-Professor C. L. E. Moore und gehörten.

## Schriften
- mit James McMahon: Treatise on Differential Calculus. 1898
- mit John I. Hutchinson: Differential and Integral Calculus. 1902
- mit John H. Tanner: Plane and Solid Geometry. 1911
- mit John I. Hutchinson: Elementary Textbook on the Calculus. 1912
- mit Charles H. Sisam: Analytic Geometry of Space. 1914